# Atletismo nos Jogos Olímpicos de Verão de 2024 - 400 m com barreiras feminino
A prova dos 400 m com barreiras feminino do atletismo nos Jogos Olímpicos de Verão de 2024 ocorreu entre 4 e 8 de agosto de 2024 no Stade de France, em Paris. Um total de 40 atletas de 26 Comitês Olímpicos Nacionais (CON) participaram do evento.

## Qualificação
Cada Comitê Olímpico Nacional (CON) poderia inscrever no máximo três atletas qualificadas em cada evento individual. Para os 400 metros com barreiras feminino, o período de qualificação foi entre 1 de julho de 2023 a 30 de junho de 2024.

## Formato
O evento sofreu alterações em relação as últimas edições com a introdução de uma fase de repescagem. Na primeira rodada, cinco baterias são realizadas, com as três primeiras colocadas em cada uma e os três melhores tempos no geral avançando para as semifinais. As demais atletas disputam uma repescagem, composta de três baterias, onde as duas primeiras de cada uma também avançam às semifinais. Nas semifinais, as duas primeiras colocadas em cada uma das três baterias e as duas com os dois melhores tempos no geral avançam para a final.

## Calendário
Horário local (UTC+2)
| Data                | Horário | Fase            |
| ------------------- | ------- | --------------- |
| 4 de agosto de 2024 | 12:35   | Primeira rodada |
| 5 de agosto de 2024 | 10:50   | Repescagem      |
| 6 de agosto de 2024 | 20:05   | Semifinais      |
| 8 de agosto de 2024 | 21:25   | Final           |

## Medalhistas
| Ouro   | USA Sydney McLaughlin-Levrone |
| Prata  | USA Anna Cockrell             |
| Bronze | NED Femke Bol                 |

## Recordes
Antes desta competição, os recordes mundiais e olímpicos da prova eram os seguintes:
| Tipo | Atleta                    | Tempo (s) | Local  | Data                |
| ---- | ------------------------- | --------- | ------ | ------------------- |
|      | Sydney McLaughlin-Levrone | 50.65     | Eugene | 30 de junho de 2024 |
|      | Sydney McLaughlin         | 51.46     | Tóquio | 4 de agosto de 2021 |

## Resultados

### Primeira rodada
As quatro primeiras de cada bateria (Q) e as três seguintes com os tempos mais rápidos no geral (q) avançam às semifinais; as restantes disputam a repescagem.

#### Bateria 1
| Pos. | Raia | Atleta                 | CON               | Tempo | Notas |
| ---- | ---- | ---------------------- | ----------------- | ----- | ----- |
| 1    | 7    | Rushell Clayton        | JAM Jamaica       | 54.32 | Q     |
| 2    | 3    | Fatoumata Binta Diallo | POR Portugal      | 54.75 | Q     |
| 3    | 5    | Amalie Iuel            | NOR Noruega       | 54.82 | Q,    |
| 4    | 8    | Cathelijn Peeters      | NED Países Baixos | 54.84 | q     |
| 5    | 9    | Naomi Van Den Broeck   | BEL Bélgica       | 55.81 | Re    |
| 6    | 6    | Rebecca Sartori        | ITA Itália        | 55.81 | Re    |
| 7    | 4    | Chayenne da Silva      | BRA Brasil        | 56.52 | Re    |
|      | 2    | Kemi Adekoya           | BRN Bahrein       | DNS   |       |

#### Bateria 2
| Pos. | Raia | Atleta              | CON                | Tempo | Notas |
| ---- | ---- | ------------------- | ------------------ | ----- | ----- |
| 1    | 5    | Jasmine Jones       | USA Estados Unidos | 53.60 | Q     |
| 2    | 9    | Rogail Joseph       | RSA África do Sul  | 54.46 | Q,    |
| 3    | 3    | Savannah Sutherland | CAN Canadá         | 54.80 | Q     |
| 4    | 2    | Paulien Couckuyt    | BEL Bélgica        | 54.90 | q,    |
| 5    | 8    | Gianna Woodruff     | PAN Panamá         | 54.94 | Re,   |
| 6    | 7    | Ayomide Folorunso   | ITA Itália         | 55.03 | Re    |
| 7    | 6    | Shana Grebo         | FRA França         | 56.70 | Re    |
| 8    | 4    | Carolina Krafzik    | GER Alemanha       | 58.49 | Re    |

#### Bateria 3
| Pos. | Raia | Atleta           | CON               | Tempo | Notas |
| ---- | ---- | ---------------- | ----------------- | ----- | ----- |
| 1    | 4    | Femke Bol        | NED Países Baixos | 53.38 | Q     |
| 2    | 8    | Shiann Salmon    | JAM Jamaica       | 53.95 | Q     |
| 3    | 3    | Zenéy Geldenhuys | RSA África do Sul | 54.73 | Q     |
| 4    | 6    | Anna Ryzhykova   | UKR Ucrânia       | 55.13 | Re    |
| 5    | 5    | Jessie Knight    | GBR Grã-Bretanha  | 55.39 | Re    |
| 6    | 2    | Mo Jiadie        | CHN China         | 55.43 | Re    |
| 7    | 9    | Alanah Yukich    | AUS Austrália     | 55.46 | Re    |
| 8    | 7    | Linda Angounou   | CMR Camarões      | 55.69 | Re,   |

#### Bateria 4
| Pos. | Raia | Atleta           | CON                | Tempo | Notas |
| ---- | ---- | ---------------- | ------------------ | ----- | ----- |
| 1    | 8    | Anna Cockrell    | USA Estados Unidos | 53.91 | Q     |
| 2    | 7    | Lina Nielsen     | GBR Grã-Bretanha   | 54.65 | Q     |
| 3    | 4    | Janieve Russell  | JAM Jamaica        | 54.67 | Q     |
| 4    | 9    | Hanne Claes      | BEL Bélgica        | 54.80 | q,    |
| 5    | 5    | Nikoleta Jíchová | CZE Chéquia        | 55.45 | Re    |
| 6    | 3    | Grace Claxton    | PUR Porto Rico     | 56.29 | Re    |
| 7    | 2    | Viivi Lehikoinen | FIN Finlândia      | 56.67 | Re    |
| 8    | 6    | Lauren Hoffman   | PHI Filipinas      | 57.84 | Re    |

#### Bateria 5
| Pos. | Raia | Atleta                    | CON                | Tempo | Notas |
| ---- | ---- | ------------------------- | ------------------ | ----- | ----- |
| 1    | 3    | Sydney McLaughlin-Levrone | USA Estados Unidos | 53.60 | Q     |
| 2    | 4    | Noura Ennadi              | MAR Marrocos       | 55.26 | Q     |
| 3    | 5    | Louise Maraval            | FRA França         | 55.32 | Q     |
| 4    | 6    | Yasmin Giger              | SUI Suíça          | 55.44 | Re    |
| 5    | 2    | Alice Muraro              | ITA Itália         | 55.62 | Re    |
| 6    | 7    | Sarah Carli               | AUS Austrália      | 55.92 | Re    |
| 7    | 8    | Line Kloster              | NOR Noruega        | 57.69 | Re    |
| 8    | 9    | Viktoriya Tkachuk         | UKR Ucrânia        | 58.10 | Re,   |

### Repescagem
As duas primeiras de cada bateria (Q) avançam às semifinais.

#### Repescagem 1
| Pos. | Raia | Atleta               | CON            | Tempo        | Notas |
| ---- | ---- | -------------------- | -------------- | ------------ | ----- |
| 1    | 4    | Ayomide Folorunso    | ITA Itália     | 55.07        | Q     |
| 2    | 7    | Naomi Van Den Broeck | BEL Bélgica    | 55.11 (.107) | Q     |
| 2    | 3    | Alanah Yukich        | AUS Austrália  | 55.11 (.107) | Q,    |
| 4    | 6    | Grace Claxton        | PUR Porto Rico | 55.94        |       |
| 5    | 5    | Line Kloster         | NOR Noruega    | 56.73        |       |
| 6    | 2    | Viivi Lehikoinen     | FIN Finlândia  | 58.04        |       |
| 7    | 8    | Viktoriya Tkachuk    | UKR Ucrânia    | 59.40        |       |

1. ↑  Van den Broeck e Yukich marcaram o mesmo tempo e ambas avançaram às semifinais.

#### Repescagem 2
| Pos. | Raia | Atleta            | CON              | Tempo        | Notas |
| ---- | ---- | ----------------- | ---------------- | ------------ | ----- |
| 1    | 5    | Mo Jiadie         | CHN China        | 54.75        | Q,    |
| 2    | 3    | Jessie Knight     | GBR Grã-Bretanha | 55.10 (.093) | Q     |
| 3    | 2    | Gianna Woodruff   | PAN Panamá       | 55.10 (.098) |       |
| 4    | 6    | Nikoleta Jíchová  | CZE Chéquia      | 55.31        |       |
| 5    | 7    | Rebecca Sartori   | ITA Itália       | 55.44        |       |
| 6    | 4    | Carolina Krafzik  | GER Alemanha     | 56.02        |       |
| 7    | 8    | Chayenne da Silva | BRA Brasil       | 56.56        |       |

#### Repescagem 3
| Pos. | Raia | Atleta         | CON           | Tempo | Notas            |
| ---- | ---- | -------------- | ------------- | ----- | ---------------- |
| 1    | 7    | Shana Grebo    | FRA França    | 54.91 | Q                |
| 2    | 8    | Anna Ryzhykova | UKR Ucrânia   | 54.95 | Q, =             |
| 3    | 2    | Linda Angounou | CMR Camarões  | 55.09 | Recorde nacional |
| 4    | 4    | Sarah Carli    | AUS Austrália | 55.12 |                  |
| 5    | 3    | Yasmin Giger   | SUI Suíça     | 55.18 |                  |
| 6    | 6    | Alice Muraro   | ITA Itália    | 55.48 |                  |
| 7    | 5    | Lauren Hoffman | PHI Filipinas | 58.28 |                  |

### Semifinal

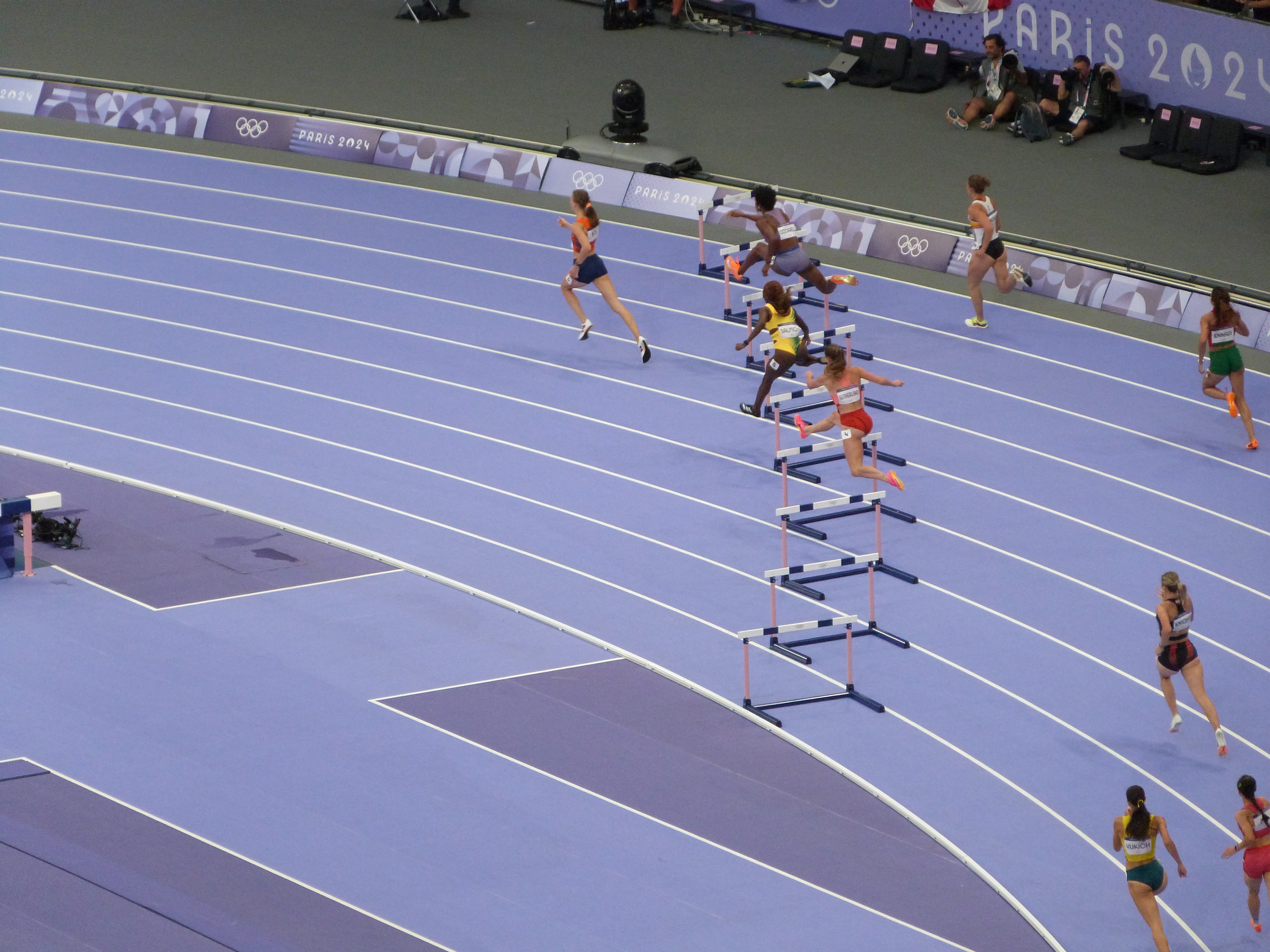
Atletas durante a terceira semifinal

As duas primeiras de cada bateria (Q) e as duas seguintes com os tempos mais rápidos no geral (q) avançam à final.

#### Semifinal 1
| Pos. | Raia | Atleta               | CON                | Tempo   | Notas           |
| ---- | ---- | -------------------- | ------------------ | ------- | --------------- |
| 1    | 5    | Rushell Clayton      | JAM Jamaica        | 53.00   | Q               |
| 2    | 7    | Jasmine Jones        | USA Estados Unidos | 53.83   | Q               |
| 3    | 8    | Zenéy Geldenhuys     | RSA África do Sul  | 53.90   | Recorde pessoal |
| 4    | 3    | Shana Grebo          | FRA França         | 54.84   |                 |
| 5    | 4    | Amalie Iuel          | NOR Noruega        | 54.88   |                 |
| 6    | 2    | Naomi Van Den Broeck | BEL Bélgica        | 54.94   |                 |
| 7    | 9    | Cathelijn Peeters    | NED Países Baixos  | 55.20   |                 |
| 8    | 6    | Lina Nielsen         | GBR Grã-Bretanha   | 1:31.22 |                 |

#### Semifinal 2
| Pos. | Raia | Atleta                    | CON                | Tempo | Notas           |
| ---- | ---- | ------------------------- | ------------------ | ----- | --------------- |
| 1    | 7    | Sydney McLaughlin-Levrone | USA Estados Unidos | 52.13 | Q               |
| 2    | 4    | Louise Maraval            | FRA França         | 53.83 | Q               |
| 3    | 5    | Rogail Joseph             | RSA África do Sul  | 54.12 | Recorde pessoal |
| 4    | 6    | Janieve Russell           | JAM Jamaica        | 54.65 |                 |
| 5    | 3    | Ayomide Folorunso         | ITA Itália         | 54.92 |                 |
| 6    | 8    | Fatoumata Binta Diallo    | POR Portugal       | 54.93 |                 |
| 7    | 2    | Anna Ryzhykova            | UKR Ucrânia        | 55.65 |                 |
| 8    | 9    | Hanne Claes               | BEL Bélgica        | 55.96 |                 |

#### Semifinal 3
| Pos. | Raia | Atleta              | CON                | Tempo | Notas                |
| ---- | ---- | ------------------- | ------------------ | ----- | -------------------- |
| 1    | 6    | Femke Bol           | NED Países Baixos  | 52.57 | Q                    |
| 2    | 7    | Anna Cockrell       | USA Estados Unidos | 52.90 | Q                    |
| 3    | 5    | Shiann Salmon       | JAM Jamaica        | 53.13 | q,                   |
| 4    | 4    | Savannah Sutherland | CAN Canadá         | 53.80 | q                    |
| 5    | 9    | Paulien Couckuyt    | BEL Bélgica        | 54.64 | Recorde da temporada |
| 6    | 3    | Jessie Knight       | GBR Grã-Bretanha   | 54.90 |                      |
| 7    | 1    | Alanah Yukich       | AUS Austrália      | 55.49 |                      |
| 8    | 8    | Noura Ennadi        | MAR Marrocos       | 55.50 |                      |
| 9    | 2    | Mo Jiadie           | CHN China          | 55.63 |                      |

### Final
As atletas que cruzarem a linha de chegada nos menores tempos conquistam as medalhas.
| Pos.              | Raia | Atleta                    | CON                | Reação | Tempo | Notas           |
| ----------------- | ---- | ------------------------- | ------------------ | ------ | ----- | --------------- |
| Medalha de ouro   | 5    | Sydney McLaughlin-Levrone | USA Estados Unidos | 0.139  | 50.37 | Recorde mundial |
| Medalha de prata  | 7    | Anna Cockrell             | USA Estados Unidos | 0.158  | 51.87 | Recorde pessoal |
| Medalha de bronze | 6    | Femke Bol                 | NED Países Baixos  | 0.165  | 52.15 |                 |
| 4                 | 9    | Jasmine Jones             | USA Estados Unidos | 0.157  | 52.29 | Recorde pessoal |
| 5                 | 8    | Rushell Clayton           | JAM Jamaica        | 0.142  | 52.68 |                 |
| 6                 | 2    | Shiann Salmon             | JAM Jamaica        | 0.207  | 53.29 |                 |
| 7                 | 3    | Savannah Sutherland       | CAN Canadá         | 0.157  | 53.88 |                 |
| 8                 | 4    | Louise Maraval            | FRA França         | 0.166  | 54.53 |                 |

Legenda
| Recorde mundial      | Recorde mundial (World record)               |                       | Recorde africano                      | Recorde africano (African) |                                           | Q | Classificado por posição (Qualified) |
| Recorde olímpico     | Recorde olímpico (Olympic record)            | Recorde da América    | Recorde da América (Americas)         | q                          | Classificado por melhor tempo (Qualified) |   |                                      |
| Melhor marca do ano  | Melhor marca do ano (World leading)          | Recorde asiático      | Recorde asiático (Asian)              | DNS                        | Não largou (Did not start)                |   |                                      |
| Recorde nacional     | Recorde nacional (National record)           | Recorde europeu       | Recorde europeu (European)            | DNF                        | Não terminou (Did not finish)             |   |                                      |
| Recorde pessoal      | Recorde pessoal do atleta (Personal best)    | Recorde da Oceania    | Recorde da Oceania (Oceania)          | DSQ / DQ                   | Desclassificado (Disqualified)            |   |                                      |
| Recorde da temporada | Recorde da temporada do atleta (Season best) | Recorde sul-americano | Recorde sul-americano (South America) | NM                         | Sem marca (No mark)                       |   |                                      |